# Centrum Produkcyjne Pneumatyki „Prema”
Centrum Produkcyjne Pneumatyki „Prema” Spółka Akcyjna (CPP Prema) – spółka Skarbu Państwa zajmująca się projektowaniem, produkcją oraz dystrybucją maszyn pneumatycznych.
Obecnie największy polski producent pneumatyki siłowej i sterującej. Siłowniki pneumatyczne, zawory, jak i inne elementy pneumatyczne produkowane przez firmę znajdują zastosowanie przy automatyzacji procesów produkcyjnych w różnych gałęziach przemysłu.
Siedziba spółki znajduje się na ul. Wapiennikowej 90 w Kielcach. Firma posiada swoje oddziały w kilku największy miastach Polski: Bydgoszczy, Katowicach, Koszalinie, Rzeszowie czy Wrocławiu.
CPP „PREMA” S.A. w 2002 wdrożyło i stosuje System Zarządzania Jakością zgodny z wymogami normy ISO 9001:2015 potwierdzony certyfikatem nr 1210017369TMS wydanym przez TÜV Management Service GmbH.

## Historia
- 1955 – powstanie Pracowni Konstrukcyjno-Technologicznej Wojewódzkiego Zarządu Przemysłu w Kielcach;
- 1963 – przekształcenie Pracowni w przedsiębiorstwo państwowe „Biuro Dokumentacji Technicznej Przemysłu Terenowego w Kielcach”
- 1976 – przemianowanie firmy na Centrum Produkcyjne Pneumatyki „Prema”, której podporządkowano Ośrodek Badawczo-Rozwojowy Elementów i Układów Pneumatyki w Kielcach;
- 1998 – przekształcenie w spółkę akcyjną[4].